# أرتي جولد
أرتي جولد هو شاعر كندي، ولد في 15 يناير 1947، وتوفي في 14 فبراير 2007.